# Pholidota mediocris
Pholidota mediocris är en orkidéart som beskrevs av De Vogel. Pholidota mediocris ingår i släktet Pholidota och familjen orkidéer. Inga underarter finns listade i Catalogue of Life.